# Mensagem na garrafa

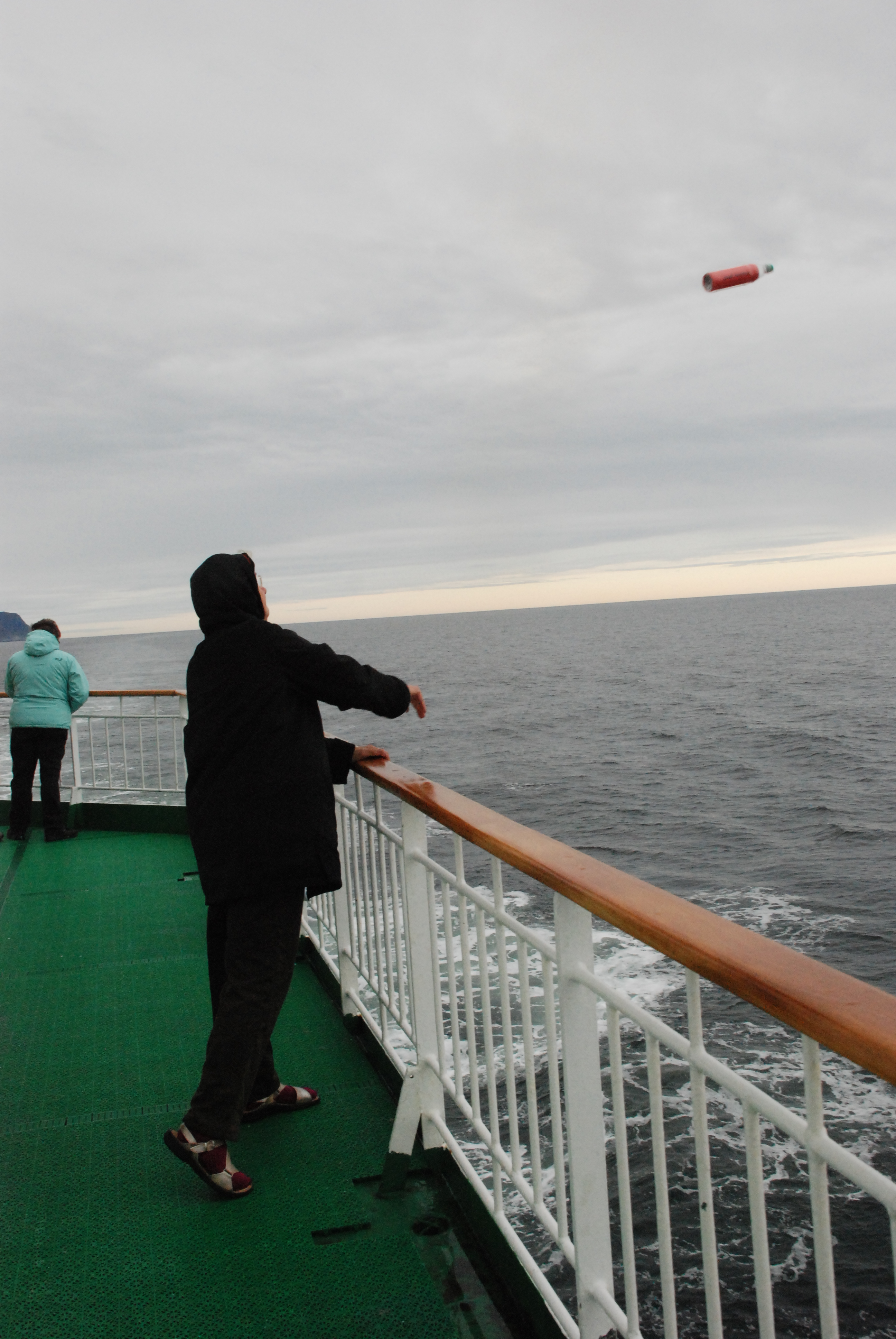
Indivíduo jogando uma mensagem na garrafa ao mar.

Uma mensagem na garrafa é uma forma de comunicação que consiste em jogar uma mensagem no mar ou oceano, porém, devidamente acondicionada no interior de um recipiente flutuante e à prova d'água, em geral uma garrafa de vidro.